# Salop and Stafford (circonscription du Parlement européen)
Avant l’adoption uniforme de la représentation proportionnelle en 1999, le Royaume-Uni utilisait le système uninominal à un tour pour les élections européennes en Angleterre, en Écosse et au pays de Galles. Les conscriptions du Parlement européen utilisées dans ce système étaient plus petites que les circonscriptions régionales les plus récentes et ne comptaient chacune qu'un seul membre au Parlement européen.
La circonscription de Salop and Stafford en faisait partie.
Il se composait des circonscriptions parlementaires du Parlement de Westminster de Ludlow, Newcastle-under-Lyme, Oswestry, Shrewsbury, Stafford and Stone, Staffordshire South West, et The Wrekin.

## Membre du Parlement européen
| Élection                    | Élection | Portrait | Membre            | Parti        |
| --------------------------- | -------- | -------- | ----------------- | ------------ |
|                             | 1979     |          | Christopher Prout | Conservateur |
| 1984 circonscription abolie |          |          |                   |              |

## Résultats des élections
Les candidats élus sont indiqués en gras.
| Parti         | Parti                                  | Candidat           | Voix    | %    | ± |
| ------------- | -------------------------------------- | ------------------ | ------- | ---- | - |
|               | Conservateur                           | Christopher Prout  | 90,545  | 57,5 | ' |
|               | Travailliste                           | J.S. Hopkins       | 45,547  | 28,9 |   |
|               | Liberal                                | T.G. Robson        | 16,469  | 10,5 |   |
|               | Conservateur indépendant               | Mrs. P.J.E. Larney | 4,804   | 3,1  |   |
| Majorité      | Majorité                               | Majorité           | 44,998  | 28,6 |   |
| Participation | Participation                          | Participation      | 157,365 | 32,2 |   |
|               | Conservateur vainqueur (nouveau siège) |                    |         |      |   |